# Dystrykt Antananarivo Atsimondrano
Antananarivo Atsimondrano – dystrykt Madagaskaru z siedzibą w Antananarywie, wchodzący w skład regionu Analamanga.

## Demografia
W 1993 roku dystrykt zamieszkiwało 229 052 osób. W 2011 liczbę jego mieszkańców oszacowano na 554 478.

## Podział administracyjny
W skład dystryktu wchodzi 17 gmin (kaominina):
- Ambalavao
- Ambatofahavalo
- Ambohidrapeto
- Ambohijanaka
- Ampitatafika
- Andoharanofotsy
- Andranonahoatra
- Androhibe
- Ankaraobato
- Antanetikely
- Bemasoandro
- Bongotsara
- Fenoarivo
- Itaosy
- Soalandy
- Tanjombato
- Tsiafahy